# Ulrike Mimus

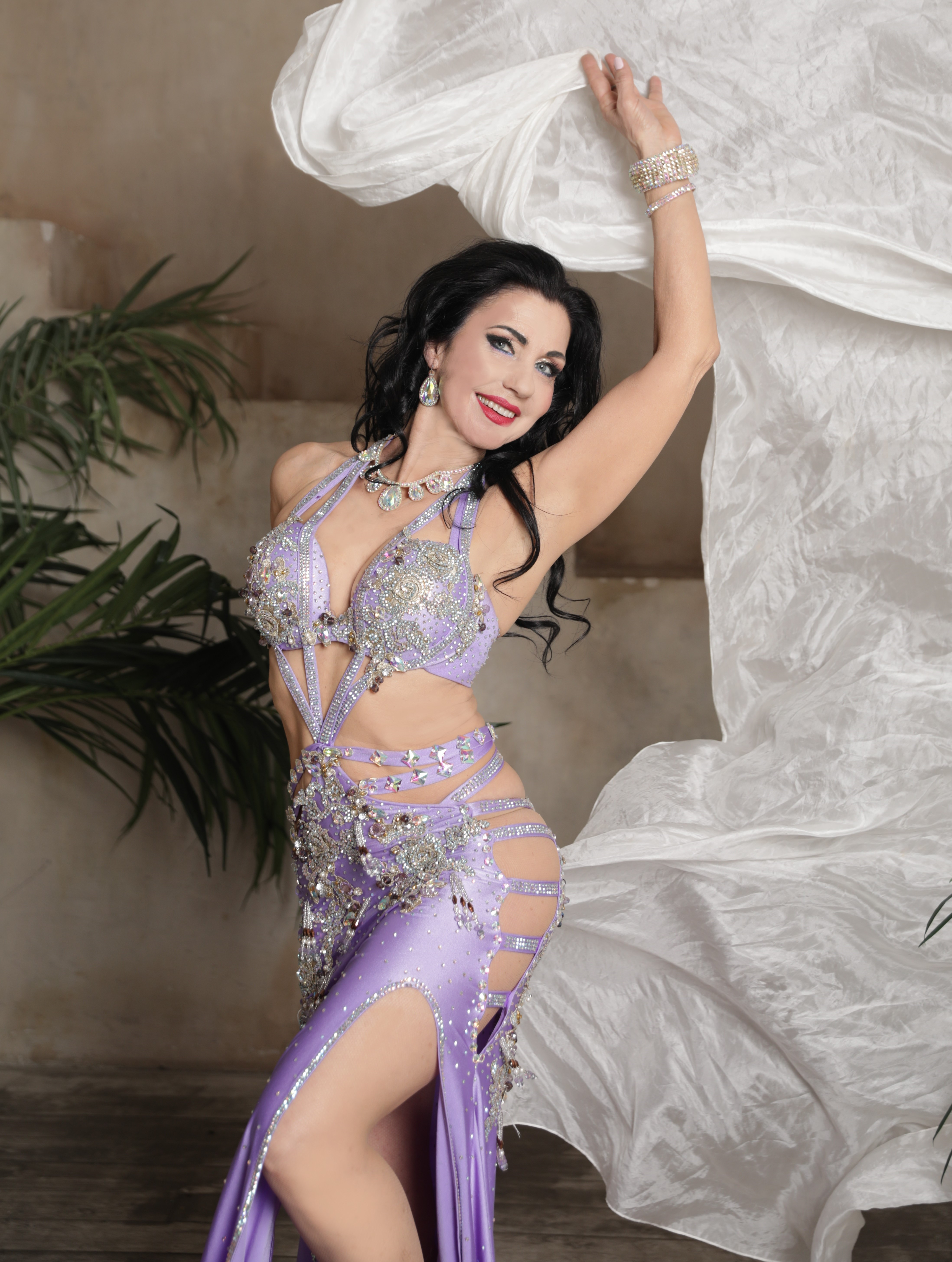
Ulrike Enussah Mimus, 2020

Ulrike „Enussah“ Mimus, geb. 1961 in Schwabach, ist eine deutsche Bauchtänzerin mit ungarischen Wurzeln, mehrfache deutsche Meisterin des TAFs Deutsche Meisterschaft Orientalischer Tanz, Tanzpädagogin und ehemalige Chefredakteurin des Fach-Magazins Halima.

## Studium und Beruf
Mimus studierte Sportwissenschaft mit Schwerpunkt Gymnastik und Tanz, darunter Ballett, Jazzdance und Modern Dance. Seither arbeitet sie als Tanzpädagogin.

## Orientalischer Tanz

### Tanzkarriere
1991, nach der Geburt ihres jüngsten Kindes, suchte die 31-jährige Mimus eine neue Art des Tanzes und kam schließlich zum Orientalischen Tanz. 2002 gründete sie in Nürnberg ihr eigenes Tanzstudio. Seit 2008 ist sie Veranstalterin des Tanzfestivals Total Oriental. Mit ihrem eigenen Tanz-Ensemble war Mimus sowohl in Deutschland als auch im Ausland tätig, darunter in Ägypten, Mazedonien, Monaco und den Vereinigten Arabischen Emiraten.

### Halima-Magazin
2016 übernahm Minus die Verantwortung für das Orientalischer-Tanz-Fachmagazin Halima, das sie als Chefredakteurin leitete, ehe sie es im Zuge der COVID-19-Pandemie einstellte.

### Nationale Erfolge und Jurorenschaft
2022 gewann Mimus beim TAF Deutsche Meisterschaft Orientalischer Tanz 2022 im Solo Gold in den Kategorien Erwachsene 3 (E3) Contemporary, Folklore und Show/Fantasie.  2023 fungierte sie als Jurorin der TAF Deutsche Meisterschaft Orientalischer Tanz 2023 im hessischen Baunatal. 

### Bewertung der Veränderungen in der Bauchtanzszene
Mimus attestiert 2024, dass im Zeitalter von Social Media unter den Tänzerinnen nicht nur ein ständiger Vergleich und enormer Wettbewerbsdruck existiere, sondern auch was das Aussehen betrifft. Das Zeitalter der Sozialen Medien habe zudem Marketing vor Tanzqualität gestellt, man sehe vor allem auf Festivals die gleichen Gesichter, jene, die sich gut vermarkten könnten, wodurch Vielfalt und Qualität verloren gingen. Für Veranstalter sei es dabei schwierig, sich diesem Trend zu entziehen. Die Tanzszene sei  schnelllebiger, professioneller und vor allem jünger geworden sei, wobei die "Wohlfühltanzszene" von Laien in den Hintergrund rücke. Zudem sei die Szene inzwischen weitaus weniger mit der arabischen Welt verbunden, als dies früher der Fall gewesen sei.

## Familie

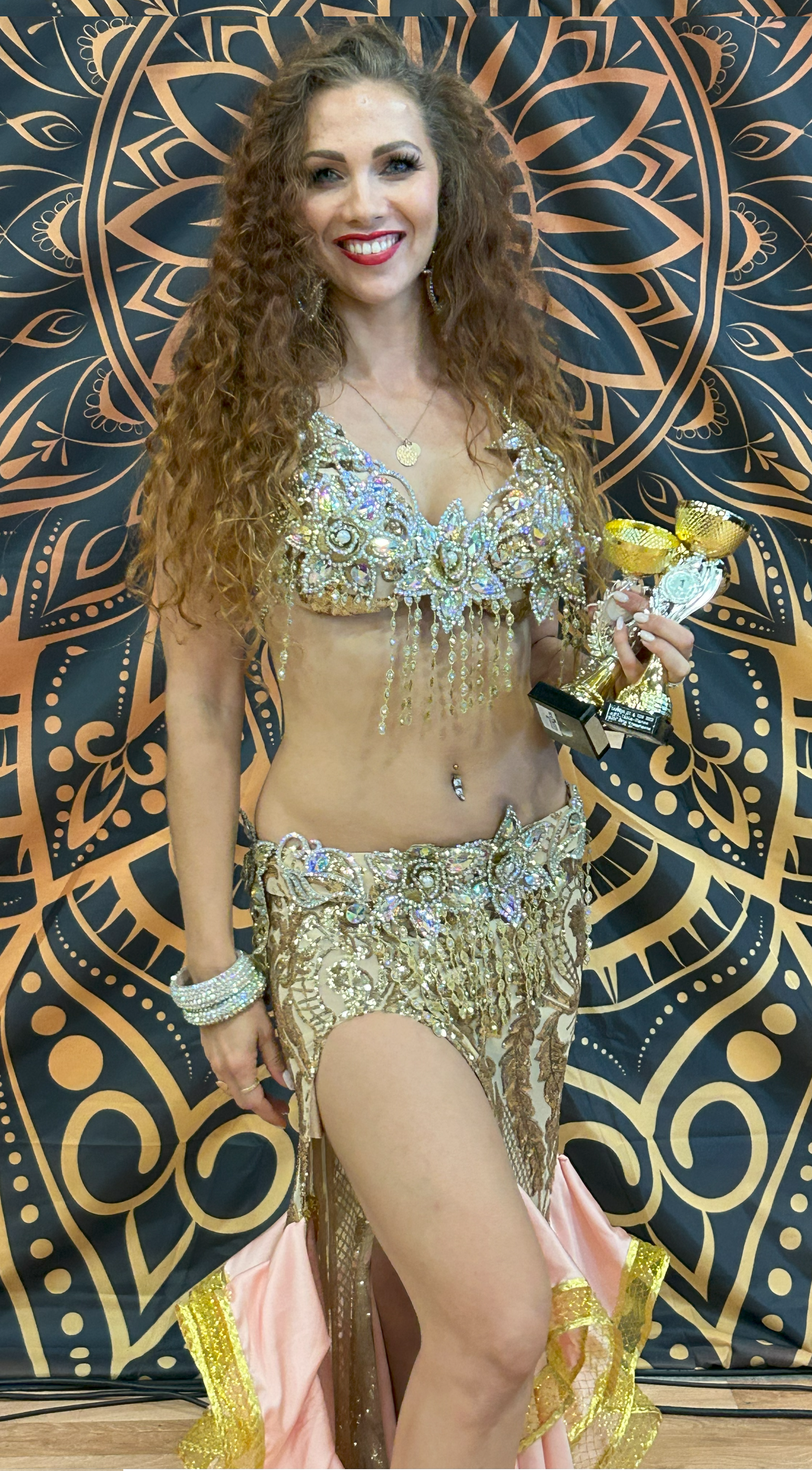
Ulrike Mimus’ Tochter Romy Mimus, 2023

Ulrike Mimus hat einen Sohn und zwei Töchter, die alle ebenfalls Orientalischen Tanz praktizieren. Ihre ältere Tochter Romy Mimus war Teil des US-amerikanischen Ensembles Bellydance Superstars und ist ebenfalls mehrfache deutsche Meisterin des TAF Deutsche Meisterschaft Orientalischer Tanz.  

## Auszeichnungen
- 2022: Deutsche Meisterin – Contemporary, TAF Deutsche Meisterschaft Orientalischer Tanz 2022, Kategorie Erwachsene 3 – Solo – Contemporary[8]
- 2022: Deutsche Meisterin – Folklore, TAF Deutsche Meisterschaft Orientalischer Tanz 2022, Kategorie Erwachsene 3 – Solo – Folklore[8]
- 2022: Deutsche Meisterin – Klassisch, TAF Deutsche Meisterschaft Orientalischer Tanz 2022, Kategorie Erwachsene 3 – Solo – Klassisch[8]